# Princess China Music Orchestra
Princess China Music Orchestra（プリンセス・チャイナ・ミュージック・オーケストラ）は、揚琴奏者・ツァオ・シァ、二胡奏者・ツォウ・ティンティン、琵琶奏者・リュウ・フォンの3人からなる音楽ユニット。

## 経歴
中国の女性民族楽器演奏家で、ツァオ・シァ・ツォウ・ティンティン・リュウ・フォンの3人からなる。日本では2004年にエイベックス・マーケティング・コミュニケーションズより浜崎あゆみの楽曲をカヴァーしたアルバム『Ayumi Hamasaki Songs meet Princess China Music Orchestra』がリリースされた。

## メンバー
- ツァオ・シァ（揚琴）
- ツォウ・ティンティン（二胡）
- リュウ・フォン（琵琶）

## ディスコグラフィー

### アルバム
| 1st | Ayumi Hamasaki Songs meet Princess China Music Orchestra | 2004年9月29日 | エイベックス・マーケティング・コミュニケーションズよりリリース |